# أندرو كروفتس
أندرو كروفتس (بالإنجليزية: Andrew Crofts)‏ (29 مايو 1984 في المملكة المتحدة - ) هو لاعب كرة قدم بريطاني في مركز الوسط. شارك مع منتخب ويلز تحت 19 سنة لكرة القدم ومنتخب ويلز تحت 21 سنة لكرة القدم ومنتخب ويلز لكرة القدم. أما مع النوادي، فقد لعب مع برايتون أند هوف ألبيون ونادي ريكسهام ونادي غيلينغهام ونورويتش سيتي ونادي بيتربورو يونايتد.

## مسيرته الكروية
لعب أندرو كروفتس خلال مسيرته الاحترافية مع 9 أندية في أربعة وعشرون موسمًا وسجل خلالها 39 هدفًا ضمن 455 مباراة. ولم يفز بأي موسم بالكأس أو بالدوري.
خاض أندرو كروفتس مسيرته مع نادي غيلينغهام في موسم 2000–01 في المرة الأولى ليلعب معه تسعة مواسم ثم في موسم 2015–16 لمدة موسم واحد، مشاركًا طوالها في 180 مباراة سجل خلالها 17 هدفًا. ثم انتقل إلى نادي ريكسهام في موسم 2008–09 لمدة موسم واحد، حيث شارك في 16 مباراة سجل خلالها هدفًا واحدًا. لينتقل بعدها إلى نادي برايتون أند هوف ألبيون في موسم 2009–10 في المرة الأولى لمدة موسم واحد ثم في موسم 2012–13 ليلعب معه أربعة مواسم، مشاركًا طوالها في 115 مباراة سجل خلالها 10 أهداف. ثم انتقل إلى نادي نورويتش سيتي في موسم 2010–11 ولمدة موسمين، مشاركًا في 68 مباراة سجل خلالها 8 أهداف. هذا وانتقل لاحقًا إلى نادي تشارلتون أثلتيك في موسم 2016–17 ولمدة موسمين، مشاركًا في 46 مباراة سجل خلالها هدفًا واحدًا. ثم انتقل بعدها إلى نادي سكونثورب يونايتد في موسم 2017–18 لمدة موسم واحد، مشاركًا في 4 مباريات ولم يسجل أي هدف. ليعود وينتقل من جديد، لكن هذه المرة إلى نادي نيوبورت كونتي في موسم 2018–19 لمدة موسم واحد، مشاركًا في 9 مباريات ولم يسجل أي هدف أيضًا.

## وصلات خارجية
- أندرو كروفتس على موقع قاعدة بيانات كرة القدم.إي يو (الإنجليزية)
- أندرو كروفتس على موقع ناشيونال فوتبول تيمز (الإنجليزية)
- أندرو كروفتس على موقع Soccerbase.com (لاعب) (الإنجليزية)
- أندرو كروفتس على موقع عالم كرة القدم.نت (الإنجليزية)